# Urrea de Gaén
Urrea de Gaén és un municipi d'Aragó situat a la província de Terol i enquadrat a la comarca del Baix Martín. Com molts dels altres pobles de la comarca forma part de la Ruta del Tambor y del Bombo.